# Glypta ambigua
Glypta ambigua là một loài tò vò trong họ Ichneumonidae.